# Garcinia fusca
Garcinia fusca är en tvåhjärtbladig växtart som beskrevs av Jean Baptiste Louis Pierre. Garcinia fusca ingår i släktet Garcinia och familjen Clusiaceae. Inga underarter finns listade i Catalogue of Life.